# Drijvende waterranonkel
De drijvende waterranonkel (Ranunculus omiophyllus) is een plant uit de ranonkelfamilie (Ranunculaceae). Ze komt niet meer voor in België en Nederland. De plant heeft als synoniem Ranunculus lenormandii F.W.Schultz, en wordt ook vermeld als Kempense waterranonkel of Lenormand waterranonkel.

## Beschrijving
Afmeting: De plant is 5 tot 25 cm hoog.
Levensduur: Het is een eenjarige of tweejarige plant.
Bloeimaanden: Juni t/m augustus.
Bladeren: Er zijn alleen drijvende bladen, dus nooit ondergedoken. Ze zijn fijn verdeeld en vrij diep gelobd. De bladlobben zijn aan de voet versmald.
Bloemen: De bloemen zijn ongeveer 1 cm groot. De witte kroonbladen zijn 4 tot 7 mm lang en ongeveer dubbel zo lang als de kelkbladen.
Vruchten: De vruchten staan op de top een snaveltje.

## Biotoop
Groeiplaatsen: Te vinden op modderige plaatsen, sloten en langzaam stromende beken.

## Verspreiding
Wereld:Het westelijke Middellandse Zeegebied en West-Europa, o.a. in Ierland, Groot-Brittannië en Frankrijk.
Nederland: Voor het laatst waargenomen in 1901.
België: Onbekend